# Hong Yong-Jo
Hong Yong-Jo (kor. 홍영조) (Pjongjang, 22. svibnja 1982.) bivši je sjevernokorejski nogometaš koji je igrao na poziciji napadača. 